# Pasupatinagar (Mahottari)
Pasupatinagar (nep. पशुपतिनगर) – gaun wikas samiti w środkowej części Nepalu w strefie Dźanakpur w dystrykcie Mahottari. Według nepalskiego spisu powszechnego z 2001 roku liczył on 881 gospodarstw domowych i 4124 mieszkańców (1968 kobiet i 2156 mężczyzn).